# Worksop Manor

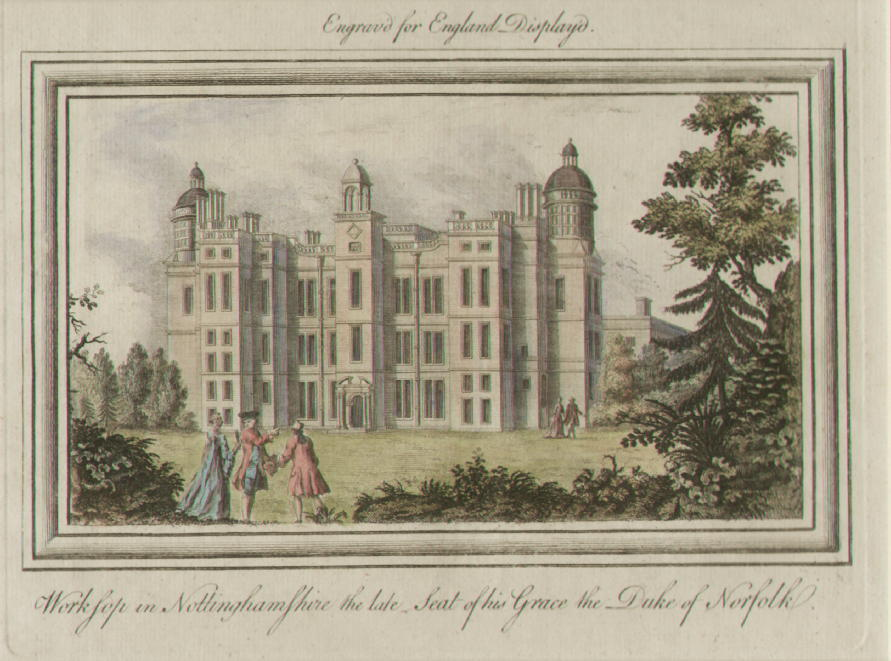
Worksop Manor nach Plänen von Robert Smythson

Worksop Manor ist ein Herrenhaus im Distrikt Bassetlaw in der englischen Grafschaft Nottinghamshire. Das von English Heritage als historisches Gebäude I. Grades gelistete Herrenhaus steht auf einem von vier aneinandergrenzenden Anwesen in den Dukeries. Traditionell darf der Lord of the Manor of Worksop dem britischen Monarchen bei der Krönung behilflich sein, indem er ihm den rechten Handschuh anzieht und dabei seinen rechten Arm stützt. Worksop Manor war der Sitz der früheren Lord of Worksop.

## Geschichte

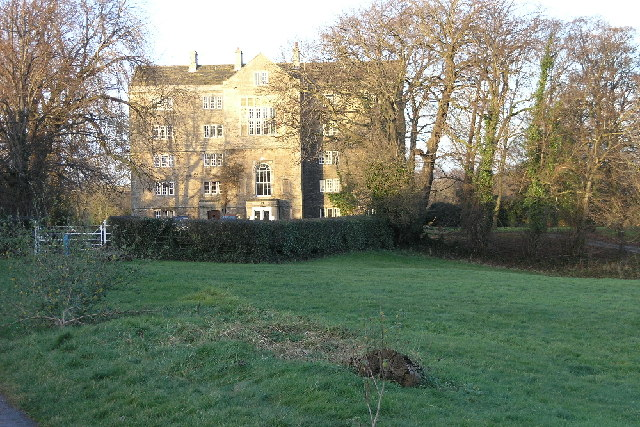
Worksop Manor Lodge

Das Anwesen von Worksop Manor gehörte seit dem 14. Jahrhundert der Familie Talbot. Im Herrenhaus war 1568 Maria Stuart einige Zeit lang inhaftiert.
In den 1580er-Jahren wurde das neue Haus auf dem Anwesen des sehr reichen George Talbot, 6. Earl of Shrewsbury, gebaut, vermutlich geplant von Robert Smythson. Dieses Haus war ein hervorragendes Beispiel für ein elisabethanisches Prodigy-Haus. Gleichzeitig entwarf Smythson die angeschlossene Worksop Manor Lodge, die im Wesentlichen im Originalzustand bis 2007 erhalten blieb, dann aber abbrannte und derzeit restauriert wird. König Jakob I. weilte 1603 auf dem Weg nach Süden zur Übernahme des englischen Throns in dem neuen Haus. Ende des 17. Jahrhunderts ging das Anwesen durch Heirat an den Duke of Norfolk über und blieb bis 1840 in dieser Familie. 1701 ließ der 8. Duke of Norfolk die Größe des Hauses verdoppeln, Stallungen anbauen und große Gärten anlegen. Sein Nachfolger ließ die Gärten weiter ausbauen. Mary Howard, die Duchess of Norfolk, ließ das Haus renovieren, aber 1761 brannte es ab.

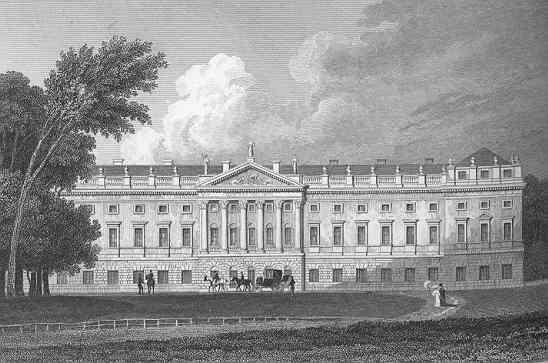
Worksop Manor nach Plänen von James Paine

Im selben Jahr wurde der Architekt James Paine beauftragt, einen Ersatz für das ausgebrannte elisabethanische Herrenhaus zu schaffen. Er plante ein nahezu quadratisches Haus mit einer weiten Halle im zentralen Hof, das eines der größten Privathäuser gewesen wäre, die jemals in England gebaut wurden, wenn es fertig geworden wäre. Nur ein Flügel war fertiggestellt, als die Arbeiten 1767 eingestellt wurden, aber auch dieser war schon von palastartigen Ausmaßen. Nach dem Tod des 9. Duke of Norfolk 1777 fiel das Anwesen an seinen entfernten Veter, der 57 Jahre alt war und in Surrey lebte. Weder er noch seine unmittelbaren Nachfolger zogen in Worksop Manor ein und wurde das Haus vernachlässigt. Der 12. Duke of Norfolk vererbte es 1815 an seinen Sohn, Henry, den Earl of Surrey.
1838 verkaufte der Earl of Surrey das Anwesen an den Duke of Newcastle aus dem nahegelegenen Clumber Park für £ 375.000. Dieser schlachtete das Haus rigoros aus. Nachdem er die Dacheindeckung und einige Ausstattungsteile verkauft hatte, ließ er den Hauptflügel mit Schießpulver sprengen, da er nur daran interessiert war, das Grundstück seinem eigenen Anwesen zuzuschlagen. Trotz des Geldes, das er für die ausgebauten Teile erhalten hatte, war der Kauf für ihn ein großer Verlust. Dieser Kauf war wohl eher durch seine antikatholische Einstellung motiviert, da der Duke of Norfolk zu den führenden katholischen Aristokraten im Lande gehörte. Einige Jahre später wurden die noch erhaltenen Teile des Hauses – dies waren die Stallungen, der Flügel für die Dienerschaft und Teile des östlichen Endes des Hauptflügels – zu einem neuen Herrenhaus zusammengefasst. Dieses neue Herrenhaus wurde einige Jahre an Lord Foley verpachtet danach an William Isaac Cockson, einen Bleifabrikanten. 1890 wurde ein Großteil des Anwesens versteigert. Das Haus und das angrenzende Parkland kaufte Sir John Robinson, ein Geschäftsmann aus Nottingham, der die meisten alten Bäume auf dem Grundstück fällen ließ und verkaufte. Er wurde 1901 zum High Sheriff of Nottingham ernannt.
Spätestens seit der ersten Dekade des 20. Jahrhunderts ist auf dem Anwesen das Worksop Manor Stud ansässig, das Vollblutpferde züchtet.